# 헤라클레이토스의 다리
헤라클레이토스의 다리는 벨기에의 초현실주의 화가 르네 마그리트의 1935년 작품이다. 르네 마그리트는 이 그림을 통해 독립적이고 확실한 주체라는 기존 서양 철학의 오랜 믿음에 대해서 비꼬고 있다. 치밀하고 엄격한 원근법 장치를 배경으로 한 다음,  끊어진 다리와 이어진 다리를 통해 '속았지!'라며 한 방울을 날리는 듯한 느낌을 가지게 한다. 단순히 두 개의 서로 다른 모양의 다리 만이 아니라 원근법 구조 안에 있는 그림 전체에 의심의 눈길을 가져야 제대로 감상을 할 수 있다. 르네 마그리트가 그린 이 작품에서 그러한 문제의식이 살펴보는 것이 감상의 핵심이다.